# Bogdaniec
Bogdaniec (in tedesco Dühringshof) è un comune rurale polacco del distretto di Gorzów, nel voivodato di Lubusz.

## Geografia fisica
Ricopre una superficie di 112,12 km² e nel 2004 contava 6 598 abitanti.

## Amministrazione

### Gemellaggi
- Petershagen/Eggersdorf, Brandeburgo, Germania